# GaduAIR
GaduAIR – nieistniejący już polski wirtualny operator telefonii komórkowej, którego właścicielem była GG Network S.A. Sieć działała w oparciu o stacje bazowe Polkomtel S.A., właściciela sieci telefonii komórkowej Plus. GaduAIR oferowało usługi w systemie pre-paid.
Numer telefonu był jednocześnie numerem komunikatora Gadu-Gadu. Lista kontaktów synchronizowana była z telefonem i komunikatorem.
19 września 2011 operator poinformował, iż kończy działalność z dniem 31 października 2011. Od 1 listopada 2011 numery nie przeniesione do innych usługodawców są nieaktywne.